# Grosser Preis des Kantons Aargau 1982
Il Grosser Preis des Kantons Aargau 1982, diciannovesima edizione della corsa, si svolse il 1º agosto su un percorso di 195,3 km, con partenza e arrivo a Gippingen. Fu vinto dall'olandese Jacques Hanegraaf della Ti-Raleigh-Campagnolo davanti al suo connazionale Adrie van der Poel e al belga Luc Govaerts.

## Ordine d'arrivo (Top 10)
| Pos. | Corridore          | Squadra               | Tempo    |
| ---- | ------------------ | --------------------- | -------- |
| 1    | Jacques Hanegraaf  | Ti-Raleigh-Campagnolo | 4h31'08" |
| 2    | Adrie van der Poel | DAF Trucks-TeVe Blad  | s.t.     |
| 3    | Luc Govaerts       | Europ Decor           | s.t.     |
| 4    | Jan Bogaert        | Europ Decor           | s.t.     |
| 5    | Urs Freuler        | Atala-Campagnolo      | s.t.     |
| 6    | Serge Demierre     | Cilo-Aufina           | s.t.     |
| 7    | Pierino Gavazzi    | Atala-Campagnolo      | s.t.     |
| 8    | Leonardo Natale    | Del Tongo-Colnago     | s.t.     |
| 9    | Ronny Van Holen    | Safir-Marc            | s.t.     |
| 10   | Eric Van de Wiele  | Capri Sonne           | s.t.     |